# Anii 940
Secole: Secolul al IX-lea - Secolul al X-lea - Secolul al XI-lea
Decenii: Anii 890 Anii 900 Anii 910 Anii 920 Anii 930 - Anii 940 - Anii 950 Anii 960 Anii 970 Anii 980 Anii 990
Ani: 940 | 941 | 942 | 943 | 944 | 945 | 946 | 947 | 948 | 949